# Carl Barks
Carl Barks (Merrill, 27 marzo 1901 – Grants Pass, 25 agosto 2000) è stato un fumettista e pittore statunitense.
È considerato uno dei più grandi maestri della storia del fumetto. Tra gli autori di fumetti Disney più amati e celebrati, ha influenzato generazioni di artisti e illustratori, grazie alla sua fervente creatività. Occupatosi quasi esclusivamente dell'universo di Paperino, è l'inventore di Paperopoli e di molti dei suoi abitanti, tra i quali Paperon de' Paperoni, il personaggio per il quale è più famoso, e per questo è noto anche come L'uomo dei paperi (The Duck Man), The Good Duck Artist (il buon artista dei paperi), Comic Book King (il Re dei Fumetti) o Il maestro dell'Oregon (del quale era originario).
Fu tra i primi tre fumettisti ad essere inserito nella Will Eisner Hall of Fame nel 1987, anno della sua fondazione.

## Biografia
Carl Barks nacque il 27 marzo del 1901 secondogenito  di William Barks (1858-1940) e Arminta Johnson (1860-1916). Aveva un fratello maggiore, Clyde Hobson Barks (1899-1983). Dopo aver cambiato molti lavori, tra il 1928 e il 1929 realizzò alcune vignette per la rivista Judge, a cui seguì una breve collaborazione con il prestigioso College Human. Il grosso della produzione pre-disneyana si sviluppò sulle pagine del Calgary Eye-Opener, rivista umoristica per uomini di Minneapolis. Durante questo periodo, per aumentare i guadagni, propose vignette realizzate con stili differenti e firmate con nomi diversi per indurre a credere che il lavoro veniva realizzato da uno staff di disegnatori. In questo periodo il suo lavoro subì l'influenza di Elzie Crisler Segar, creatore di Popeye, e di Roy Crane, creatore di Wash Tubbs, punto di riferimento anche per Floyd Gottfredson, autore in quegli anni delle strisce giornaliere di Topolino. A causa degli impegni lavorativi, nel 1930 si separò dalla prima moglie, sposata nel 1923.. La sua collaborazione con il Calgary Eye-Opener si concluse nel 1935, quando rispose a un annuncio su un quotidiano con il quale la Disney cercava nuovi disegnatori; Barks inviò alcuni schizzi e vignette che gli procurarono l'assunzione dal novembre 1935.

### Lavori per la Disney
La sua carriera negli Studi Disney iniziò come intercalatore nel gruppo di George Drake. Il suo primo lavoro fu per il cortometraggio "Lo specchio magico" della serie Mickey Mouse, dove realizzò una breve sequenza con Topolino. Sei mesi dopo, Carl passò al reparto sceneggiature, dove scrisse le sue prime gag con Paperino, prossimo al lancio sul grande schermo. Il passo successivo fu il corto "L'uomo meccanico, con Paperino" (Modern Inventions, 1937, diretto da Jack King), del quale realizzò una sequenza dove Paperino è legato a testa in giù su una sedia da barbiere e un robot scambia il suo fondo schiena per la testa, iniziando così a raderlo. Per questa idea ricevette un premio di cinquanta dollari dallo stesso Disney.
Grazie agli insegnamenti di Walt Disney e di Harry Reeves, imparò a scrivere le sceneggiature. Nella seconda metà del gennaio 1940 i Walt Disney Productions Studios vennero trasferiti definitivamente da Hyperion Avenue a Burbank e da lì Barks iniziò la sua collaborazione con Jack Hannah, con il quale realizzò alcune storie di Paperino, nelle quali comunque il personaggio rimane ancora fedele alle origini; Carl Barks ne lascerà inalterato il carattere instabile e irascibile con un particolare talento nel cacciarsi nei guai. Molte di queste caratteristiche verranno in seguito mantenute per la realizzazione di storie brevi a fumetti.
Partecipò all'esordio animato di Qui, Quo e Qua in "I nipoti di Paperino" (Donald's Nephews, 1938), nato dalla collaborazione con Jack Hannah e basato sui tre personaggi ideati nel 1937 da Al Taliaferro, autore delle strisce giornaliere e delle tavole domenicali dedicate a Paperino. Gli altri corti a cui collaborò avevano sempre come protagonista Paperino o altri appartenenti alla famiglia dei paperi e questo gli valse presto il soprannome di "Duck Man" (uomo dei paperi), anche se collaborò in altri lavori senza i paperi, come Bambi. Il primo personaggio creato da Barks fu Ciccio, frutto della collaborazione con Harry Reeves e ispirato alla mimica di Stan Laurel, che aveva esordito nel film Il cugino di Paperino. La prima storia a fumetti, con la collaborazione di Jack Hannah, fu del 1942, "Paperino e l'oro del pirata"; nello stesso anno la collaborazione con Jack Hannah e con Jack King portò a "Pluto salva la nave". Collaborò a due cartoni con Pluto e uno con Pippo. La collaborazione con gli studi si interruppe definitivamente il 6 novembre 1942 per "certi problemi di sinusite causata dal condizionatore", ma in realtà Carl Barks non voleva più lavorare in un posto dove il 90% della produzione era destinata all'esercito americano.
Nel 1944 si trasferì a San Jacinto, a est di Los Angeles, dove lavorò in un allevamento di polli con la seconda moglie. Mantenne però il rapporto con la Western Printing & Lithographing co., allora licenziataria Disney per gli albi a fumetti statunitensi, con la quale pubblicò ad aprile la sua prima storia con Paperino sulla testata "Walt Disney's Comics and Stories", "Paperino e i corvi". Il mese successivo pubblicò "Paperino e il gorilla", prima storia completamente scritta e disegnata da solo. Barks realizzò per questa testata un ciclo di storie che gli permise di sviluppare l'universo dei paperi; in particolare sul n. 49 comparve per la prima volta Paperopoli. Questo storico mensile fu il primo a essere dedicato esclusivamente ai personaggi Disney, presentando sempre una breve storia di apertura con Paperino e quindi una lunga avventura, generalmente a puntate, con Topolino. Nonostante la scarsa lunghezza delle storie di Paperino, Barks, costretto a realizzare brevi sequenze, generalmente domestiche e quasi esclusivamente imperniate intorno alle gag, riuscì comunque a sviluppare il personaggio: litigava con il vicino Mr. Jones, flirtava con Paperina, sfidava Gastone e la sua fortuna, veniva beffato oppure aiutato dai nipotini, cambiava mestiere innumerevoli volte e con alterne fortune. Le serie di queste storie erano note in USA semplicemente con il titolo di "Donald Duck". Realizzò anche storie di più ampio respiro, generalmente ambientate fuori Paperopoli e pubblicate sulla testata antologica "Four Color", come Paperino e l'oro del pirata, Paperino e l'anello maledetto, ambientata in Egitto, o Paperino e l'oro gelato, con un viaggio in Alaska o anche Paperino e il mistero della palude, nelle Everglades o Paperino sceriffo di Val Mitraglia, nel Far West. Il suo stile di disegno, frenetico e dinamico, si presta benissimo a storie che mescolino avventura e umorismo.
Fece qui il suo esordio Paperon de' Paperoni, sul n. 178 del 1947. Sempre in questa serie vennero pubblicate le due storie che successivamente Barks riferì essere le sue preferite: Paperino nel tempo che fu e Paperino e il mistero degli Incas. Sempre in questo albo, il n. 79 di Mickey Mouse dell'agosto 1945, comparve l'unica storia che Barks realizzò con protagonista Topolino: Topolino e il mistero del cappellino rosso. La storia, la cui trama fu probabilmente scritta da Eleanor Packer, ritrasse un Topolino in calzoncini corti rossi, in un certo senso anacronistico già per quei tempi, ispirato sia per la storia che graficamente al modello di Floyd Gottfredson, sviluppato sulle strisce quotidiane.

### La creazione di Zio Paperone

La copertina del 1° numero di Uack!, tratta dalla storia barksiana Zio Paperone e la disfida dei dollari

Il personaggio di Zio Paperone (Uncle Scrooge) esordì a dicembre 1947 e nacque ispirandosi al personaggio di Ebenezer Scrooge, protagonista del racconto Canto di Natale di Charles Dickens; avrebbe dovuto apparire solo in questa prima storia, Paperino e il Natale sul Monte Orso pubblicata nel n°178 di Four Color, ma il successo fu tale da farlo divenire un personaggio fondamentale dell'universo Disney.
In occasione di eventi particolari la Western proponeva albi giganti di 80 pagine in cui venivano coinvolti anche quei personaggi che non erano generalmente presenti sugli album regolari. Barks collaborò a questi speciali con capolavori come "Paperino e la scavatrice" (Walt Disney's Christmas Parade, 1949 - quinta apparizione in assoluto di Paperone) o "Paperino in vacanza", la più lunga di Barks, famosa anche per la vignetta d'apertura a tutta pagina, una delle poche mai realizzate da Barks. Il successo della testata Walt Disney's Comics and Stories era tale da arrivare a vendere tre milioni di copie nel settembre del 1953.
La nuova testata dedicata a Paperone, Uncle Scrooge, esordì nel 1954, dopo tre numeri di prova del personaggio su Four Color con le storie "Zio Paperone e la disfida dei dollari", "Zio Paperone e la Stella del Polo" e "Zio Paperone e l'oca d'oro", partendo dal n. 4. Su questa testata Carl Barks realizzò vicende complesse e di ampio respiro, spesso influenzate dai film animati, con le quali svilupperà la personalità e la storia del personaggio. Con la terza uscita, in appendice si avrà anche l'esordio della Numero Uno, prima moneta guadagnata da Paperone, e della banda di ladri che diverrà il suo tormento, in "Zio Paperone e la Banda Bassotti". Nel 1958, poi, verrà introdotto Nonno Bassotto, che fu, in gioventù, avversario di Paperone. Storia dopo storia Barks propose nuove creazioni, come il Manuale delle Giovani Marmotte, la stanza delle preoccupazioni, popolazioni sconosciute come i Terremotari, gli Indiani Paperuti, i Micropaperi, i selvaggi dell'asteroide roccioso, o propose anche soluzioni creative a problemi apparentemente impossibili come l'utilizzo di palline da ping-pong per recuperare una barca affondata. Nacquero anche nuovi avversari, come Cuordipietra Famedoro o John D.Rockerduck, la fattucchiera Amelia e il ricchissimo texano Cornolungo Erbaalta, il maragià del Verdestan e il truffaldino Porcello de Lardo o altri cinghiali antropomorfi, tutti avversari di Paperone. Nel 1956, per ovviare ad alcune esigenze di distribuzione dell'editore, Carl Barks dovette realizzare alcune storie in appendice con personaggi che non comparivano nella storia principale dell'albo. Decise, allora, di puntare tutto su Archimede Pitagorico, realizzando dal n° 13 storie in cui era l'unico essere pensante in un mondo di animali, robot e ordigni vari e dove unico compagno era il suo aiutante Edi. Il successo di queste storie fu tale che nel 1959 Archimede ottenne quattro numeri a lui intitolati sull'antologico Four Color, dal titolo Gyro Gearloose, suo nome originale. La sua collaborazione con la Western si chiuse ufficialmente nel 1966 ma, già in pensione, su insistenza di Chaise Craig, redattore capo, realizzò un'ultima storia, "Paperina la magnifica temeraria".
Nell'agosto 1968 il centosettantesimo Oscar Mondadori fu la prima pubblicazione al mondo ad accreditare ufficialmente Carl Barks come autore di storie disneyane. Il titolo del volume fu Vita e dollari di Paperon de' Paperoni, con una introduzione di Dino Buzzati e Mario Gentilini, allora direttore del settimanale Topolino.
Oltre alle tavole a fumetti, Barks realizzò 267 copertine per i vari albi Disney pubblicati negli Stati Uniti, ripartite in vario modo: su Four Color 28, dal n°189 del giugno 1948, altre 27 su Donald Duck, 64 su Uncle Scrooge, che nel n°16 pubblicò anche una sua quarta di copertina con Paperone; altre copertine usciranno per la Gladstone e la Another Rainbow dove se ne contano una per Gyro Gearloose (1962) e una per Donald Duck Album (1963), poi un paio di Giants, albi in formato gigante della Dell, in cui Barks si limitò a disegnare gli schizzi, poi rifiniti da Strobl e McGary. La quantità maggiore di copertine fu per Walt Disney's Comics and Stories, per la quale ne realizzò 133, pubblicate quasi senza interruzioni fino al 1968. Stessa cosa avverrà nell'agosto del '77 per la cover del n° 25 di Daisy and Donald, che esce sotto l'etichetta Whitman. A partire poi dal n. 276 di Walt Disney's Comics and Stories del 1963, Barks divise la copertina con altri artisti, in quanto questa veniva divisa in riquadri, ognuno con una illustrazione o una foto di artisti differenti.

### I fumetti non-Disney
Nonostante il gran numero di storie disneyane realizzate, Barks sugli albi della Western ebbe la possibilità di lavorare anche su altri personaggi dei quali la Western era la licenziataria, come ad esempio personaggi della Metro Goldwyn Mayer. Su albi Western si contano 33 di queste storie. Due personaggi, Barney Bear e Benny Burro, furono protagonisti di alcuni corti prodotti tra il 1939 e il 1952. Fu proprio quest'ultimo a esordire per mano di Barks sulle pagine di Our Gang, per la quale Barks realizzò dapprima due storie in solitario; successivamente alla Western decisero di dovergli affiancare anche l'orso Barney e da quel momento in poi il successo e la qualità della serie crebbero costantemente: Barks prima fece diventare Benny la coscienza critica di Barney, lento e inetto, quindi sviluppò molte delle situazioni tipiche delle storie di Paperino, come le liti con il vicino, in questo caso l'alce Mooseface McElk. Dal 1947 in poi il testimone passò a Gil Turner. Nello stesso periodo realizzò due storie a fumetti con il personaggio di Droopy, creato da Tex Avery per la MGM e apparse sui n°9 e 11 di Our Gang, ribattezzato Happy Hound, Segugio Felice. Nel 1943 diede un piccolo contributo realizzando, su testi di Eleanor Packer, la storia dal titolo Widow's Doughnuts incentrata sul personaggio di Andy Panda, occupandosi dei fondali e dei personaggi umani pubblicata sul n. 43 della rivista New Funnies. Su Four Color Comic n. 48 del 1944 venne pubblicata Porky Pig in Porky of the Mounties, scritta da Chaise Craig con protagonista Porky Pig.

### Ultimi lavori
Dopo 662 storie a fumetti con i personaggi disneyani e oltre trenta storie con personaggi di altri studi, Barks si ritirò in pensione, non prima di aver disegnato, su insistenza di Chase Craig, un'ultima storia, La magnifica temeraria. Craig, però, non si accontentò e chiese a Barks altre storie che sarebbero state pubblicate sugli albi Huey, Dewey and Louie Junior Woodchucks e Donald Duck. Le storie che Barks inviò a Craig erano storyboard precisi in tutti i particolari, comprese espressioni e battute, che vennero affidati a Kay Wright e Tony Strobl. La trasposizione dei layout in storie complete, però, non fu sempre fedele e anche alcuni personaggi di contorno vennero modificati. Queste storie vennero successivamente ridisegnate da Daan Jippes, che cercò di essere fedele ai layout di Barks, provando anche ad adottarne lo stile di disegno. Vanno poi aggiunte due storie realizzate da Vicar, Zio Paperone e il segreto della giovinezza e Paperino in: Andiamoci piano con il deltaplano!, e Archimede Pitagorico in Il pifferaio magico di Paperopoli, lasciata a metà da Barks e completata da Don Rosa (una seconda versione fu realizzata da Jippes). In pensione Barks iniziò a lavorare a quadri a olio a tema disneyano nel 1971, spinto dalle insistenze di Glenn Brey, collezionista californiano e ammiratore di Barks. Su concessione della Disney realizzò la sua prima opera, ispirata alla copertina del n° 108 di Walt Disney's Comics and Stories e il successo fu tale che Carl Barks ne avrebbe realizzati molti altri, sia a olio che ad acquarello, sempre a tema disneyano. Risalgono invece al 1978 i quadri a tema diverso, quando la Disney gli ritirò il permesso di realizzare quadri con i suoi personaggi. Tra le molte opere, è presente anche una lunga serie di paperi antropomorfi.
Negli anni novanta l'autore non si fece pregare e tornò a realizzare due storie a fumetti: nel 1994 Zio Paperone - Una cavalcata nella storia, disegnata da William Van Horn, e Paperino - Da qualche parte, in mezzo al nulla, nel 1996, quando, durante la San Diego Comic Convention, fiera di fumetti statunitense, John Lustig fu contattato dal Carl Barks Studio per scrivere la sceneggiatura di una storia di Barks. Lustig accettò e i disegni furono affidati a Patrick Block. I due autori dissero del maestro: 
(Block)
(Lustig)

### Malattia e morte
Carl Barks trascorse i suoi ultimi anni in una nuova casa a Grants Pass, costruita assieme alla terza moglie Garé, morta nel 1993, accanto alla loro casa originale. Nel mese di luglio 1999 gli fu diagnosticata una leucemia linfatica cronica, una forma di cancro del midollo osseo. Col progredire della malattia, Barks decise di sospendere le cure nel giugno 2000. Nonostante la sua condizione, Barks rimase, secondo la badante Serene Hunicke, "divertente fino alla fine".
Un anno prima della morte Barks aveva detto al professore universitario Donald Ault:
(Carl Barks)
Morì nel sonno il 25 agosto 2000, a 99 anni. È sepolto presso l'Hillcrest Memorial a Grant Pass, accanto alla tomba di Garé.

## Vita privata
Carl Barks si sposò tre volte: nel 1921 sposò Pearl Turner (1904-1987), dalla quale ebbe due figlie: Peggy (1923-1963), e Dorothy (1924-2017). Carl e Pearl si separarono nel 1929 e divorziarono nel 1930. Nel 1938 si sposò con Clara Balken (1897-1963). La coppia divorziò nel 1951. Tre anni più tardi, nel 1954, sposò la terza e ultima moglie, Margaret Williams (1917-1993), pittrice, chiamata dagli amici Garé, che gli fece da assistente per il lettering e l'inchiostrazione in numerose storie, a cominciare da Paperino e l'esca diabolica. Restarono insieme fino alla morte di lei, avvenuta nel 1993.

## Impatto culturale, analisi critica, tributi e riconoscimenti

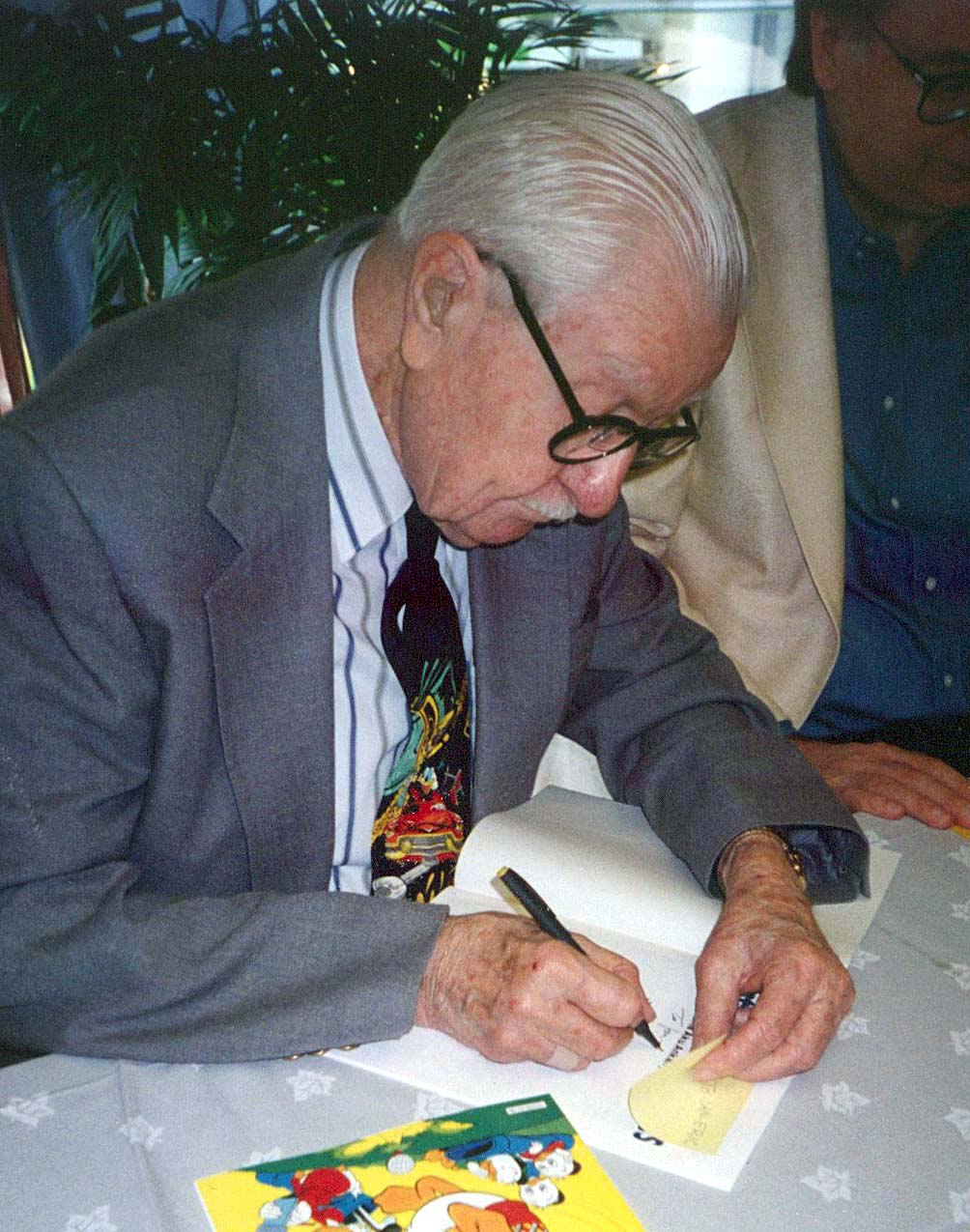
Carl Barks nel 1994, in Finlandia.

- Gli albi di Carl Barks hanno raggiunto alte quotazioni[36] già in vita e nel 1974 ispirarono a Kim Weston, importante collezionista, una piccola gag di una pagina per prendere in giro il mondo dei collezionisti e, in puro stile barksiano, anche se stesso. Uscì The ultimate Barks Collector (Il più grande collezionista di Carl Barks, su Zio Paperone n.130), disegnata dal marvelliano Walter Simonson con un tratto molto delicato che ricorda il Barks di fine carriera, in cui Paperone ha dato fondo a tutte le sue sostanze pur di ottenere una collezione completa delle storie di Barks, il miglior autore di albi a fumetti di tutti i tempi. La storia si chiude con una quadrupla che mostra la vasca del denaro completamente vuota, salvo che per il trattore utilizzato per sistemare le monete ed alcune casse sistemate in un angolo.
- Il primo saggio sulla sua opera è del 1974: Introduzione a Paperino - La fenomenologia sociale nei fumetti di Carl Barks: (Piero Marovelli, Elvio Paolini e Giulio Saccomano, Sansoni editore) che presenta anche la prima cronologia delle storie di Barks compresa la loro collocazione italiana.
- Nel 1981, come tributo alla sua fama, lo scrittore Michael Barrier[37], già fondatore della rivista Funnyworld, pubblica per conto dell'editore M.Lilien di New York l'atteso saggio Carl Barks and the Art of the Comic Book.
- In aprile 1981 esce in USA il volume della Celestial Arts, Uncle Scrooge McDuck, His Life and Times, che contiene anche una storia scritta e illustrata da Barks: Scendi piano, sabbia del tempo.
- Il 1987 in Italia parte il mensile Zio Paperone con l'obiettivo di ristampare in maniera filologica l'intero corpus barksiano. L'iniziativa segue altre simili in tutto il mondo, tra cui la Carl Barks Library: lussuosi volumi cartonati editi da Another Rainbow che ristampano le storie di Barks ma in bianco e nero. Nello stesso anno, sugli schermi televisivi statunitensi debutta la serie animata DuckTales, ispirata per buona parte alle celebri avventure di zio Paperone.
- Nel 1992, Giorgio Cavazzano realizza la storia Zio Paperone e l'uomo dei paperi, pubblicata sul n. 1919 di Topolino.
- Nel 1994 Barks lascia per la prima volta gli Stati Uniti per recarsi in Europa. Tra la fine di giugno e gli inizi di luglio è in Italia, paese cui era molto legato[7]  grazie alle numerose iniziative che l'Italia gli aveva dedicato e ai molti cartoonist locali suoi discepoli e adepti (su tutti Romano Scarpa).
- A Barks è stato dedicato un asteroide, 2730 Barks, dedicato in particolare alla sua storia Zio Paperone astronauta (Island in the Sky)[38].
- Nel 1999 l'attuale Presidente dell'international Fan Club dedicato a Barks diede origine all'associazione che prende il nome di Carl Barks Fan Club (CBFC) e nel 2006 è stata creata la prima affiliata mondiale in Italia, denominata CBFC-I.

### Artisti influenzati dall'opera di Barks

#### Artisti contemporanei a Barks
Per fare un confronto utile anche con altri artisti coevi, più o meno influenzati da Barks, fare riferimento alle pagine dedicate agli artisti Disney:
- Jack Bradbury
- Rodolfo Cimino
- Jack Hannah
- Al Hubbard
- Vic Lockman
- Paul Murry
- Romano Scarpa
- Jerry Siegel
- Tony Strobl
- Dick Kinney
- Walt Kelly

Sono inseriti nell'elenco anche alcuni sceneggiatori, come Kinney, Siegel e l'italiano Cimino.

#### Artisti successivi
Per rendersi conto dell'influenza che ha avuto su altri artisti successivi, vedere anche le schede di:
- Don Rosa
- Pat Block
- Daniel Branca
- Giorgio Cavazzano
- Massimo De Vita
- Daan Jippes
- John Lustig
- Fred Milton
- Comicup Studio
- William Van Horn
- Ben Verhagen
- Vicar

### D.U.C.K.: la dedica di Don Rosa

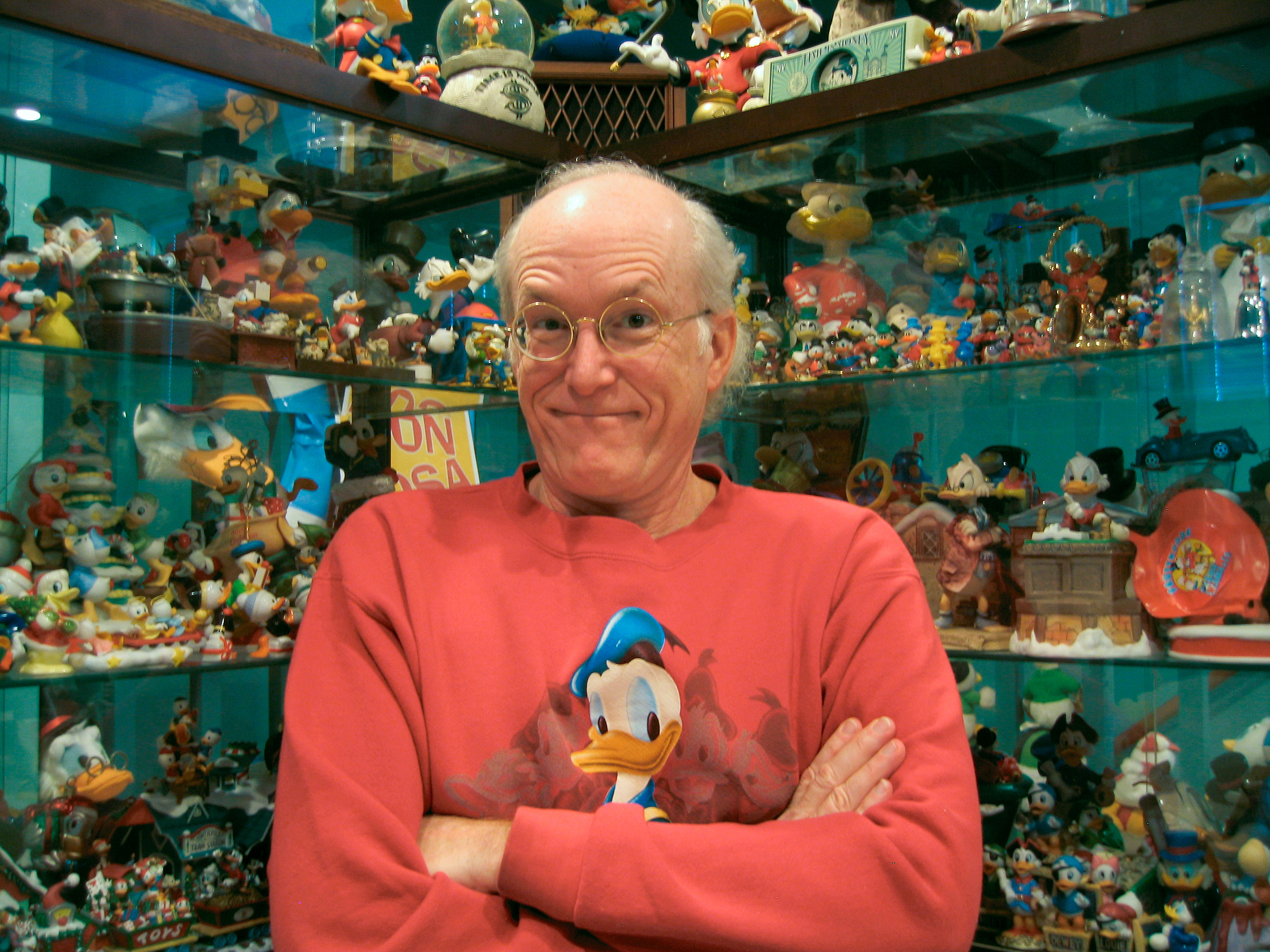
Don Rosa, grande ammiratore del maestro dell'Oregon. Molte delle sue storie sono dei seguiti delle più famose storie barksiane.

(Don Rosa, autore di fumetti Disney)
  In quasi tutte le storie di Don Rosa, considerato l'erede di Barks, si può trovare nella prima tavola (solitamente nella vignetta d'apertura) una dedica proprio all'amato maestro che, a detta di Rosa stesso, gli ispira ogni singola tavola. La dedica consiste in una sigla, camuffata nel disegno, "D.U.C.K.", che non solo significa "papero" in inglese, ma è anche l'acronimo di "Dedicated to Uncle Carl by Keno", ovvero "Dedicato allo zio Carl da Keno". Keno è il secondo nome di battesimo di Rosa.

## Fonti barksiane
Barks era solito utilizzare come fonte di ispirazione per realizzare le ambientazioni delle sue storie il National Geographic, del quale possedeva un'intera collezione. Ad esempio un reportage della rivista sul Perù pubblicato nel 1942 ispirò Barks per la realizzazione della fatata, magistrale Paperino e il mistero degli Incas. Molte, però, sono le leggende e le storie che hanno ispirato Barks. La prima fu il Canto di Natale di Charles Dickens: è al suo protagonista, il ricco e avaro Ebenezer Scrooge, che Barks si ispirò per Paperon de' Paperoni (il cui nome originale è per l'appunto Scrooge McDuck), che fece il suo esordio nella già citata Paperino sul Monte Orso.
La letteratura ha ispirato a Barks anche molte altre storie, iniziando da Paperino e Paperina - Il marinaio antico-ma-non-troppo, ispirata a La ballata del vecchio marinaio, componimento poetico di Samuel Taylor Coleridge. Sempre ad una poesia, Il corvo di Edgar Allan Poe, è ispirato uno dei protagonisti di Paperino e il corvo parlante, in cui i nipotini incontrano un corvo che, invece di gracchiare, parla, dicendo semplicemente: "Mai più" come il corvo di Poe. Questo corvo, poi, finisce nelle grinfie di Amelia, che lo ipnotizza affinché rubi la Numero Uno di Paperone.

## Filmografia
Gli inizi della carriera in Disney di Carl Barks sono da ricercare nell'animazione, dove lavorò come creatore di gag e sceneggiatore.
Segue un elenco dei film cui ha collaborato.
- Lo specchio magico (Thru the Mirror) (1936)
- L'uomo meccanico, con Paperino (1937)
- Paperino e lo struzzo (1937)
- Self Control (1938)
- Paperino e il diavolo (1938)
- I nipoti di Paperino (1938)
- Paperino e i boy scouts (1938)
- Una partita a golf (1938)
- Un giorno fortunato (1939)
- Paperino campione di hockey (1939)
- Il cugino di Paperino (1939)
- Picnic sulla spiaggia (1939)
- Paperino ammiraglio (1939)
- Il pinguino di Paperino (1939)
- Paperino a caccia di autografi (1939)
- La macchina lavacani (1940)
- Paperino e l'appuntamento (1940)
- Un problema di ossi (1940)
- Paperino e lo sci d'acqua (1940)
- Paperino al campeggio (1940)
- Paperino sui grattacieli (1940)
- Paperino pompiere (1940)
- Paperino boscaiolo (1941)
- Il gallo della checca (1941)
- Paperino non può dormire (1941)
- Paperino acchiappasomari (1941)
- Nella vecchia fattoria (1941)
- Disastri in cucina (1941)
- Il fabbro del villaggio (1942)
- Paperino: operazione neve (1942)
- Paperino sotto le armi (1942)
- La mascotte dell'esercito (1942)
- Bambi (1942)
- Segreto svanito (1942)
- Paperino paracadutista (1942)
- Paperino fattorino (1942)
- The Spirit of '43 (1943)
- Paperino e la gomma bucata (1943)
- Il vecchio gioco delle armi (1943)
- Proteggendo la città (1943)
- Pippo marinaio (1944) - Unico film di Pippo a cui Carl Barks contribuì
- Trombone scocciatore (1944)
- Paperino e il gorilla (1944)
- Paperino inventore (1944)